# Sound Horizon
Sound Horizon é um grupo musical japonês com o compositor Revo (músico) [ja] (pronúncia japonesa: [ɾebo]) como o líder. Descrevem-se como uma "banda de fantasia", e lançaram trabalhos que se assemelham a suítes clássicas. Suas canções geralmente giram em torno de eventos históricos e contos de fadas clássicos. Quando criam músicas baseadas nas histórias de outras pessoas, a banda usa o nome Linked Horizon.

## História

Logo do Sound Horizon

Sound Horizon começou com Revo lançando suas criações musicais na Internet em seu site no final dos anos 1990. Em 2001, Sound Horizon participou da Comic Market como parte de um círculo de música dōjin e lançou seu primeiro CD de história, Chronicle, um CD de faixa instrumental, com narração ocasional, refrão de fundo e efeitos sonoros. A inclusão do canto real começou a partir de seu segundo lançamento (Thanatos). Seus trabalhos subsequentes foram lançados na Comic Market e M3.
O primeiro grande lançamento do Sound Horizon foi em 2004, com o álbum Elysion ~Rakuen e no Zensōkyoku~ (lit. Elysion ~Prelúdio para o Paraíso~). Seu primeiro maxi-single, "Shōnen wa Tsurugi o...", que foi lançado em 2006, inclui "Shūtan no Ou to Isekai no Kishi ~The Endia & The Knights~", o tema para o RPG de simulação Chaos Wars, do PlayStation 2 e "Kamigami ga Aishita Rakuen ~Belle Isle~", o tema de abertura do MMORPG Belle Isle.
Embora Aramary tenha sido a principal cantora feminina no álbum Elysion, sua saída posteriormente levou o estilo do Sound Horizon a mudar um pouco, passando a ter muitos vocalistas, ao invés de apenas uma principal feminina (anteriormente Aramary) e um principal vocalista masculino (Jimang). O próprio Revo também tendeu a cantar com mais frequência nos álbuns posteriores, começando com Roman.
Em 3 de setembro de 2008, o Sound Horizon lançou o álbum Moira. O álbum contou com Takashi Utsunomiya da TM Network como um dos vocalistas. Moira estreou em nº 3 nas paradas de álbuns semanais da Oricon, vendendo mais de 45.000 cópias em sua semana inicial.
Sound Horizon lançou o single "Ido e Itaru Mori e Itaru Ido" em 16 de junho de 2010. O single contou com o guitarrista Marty Friedman e a Vocaloid Hatsune Miku, junto com um banco de voz beta para Vocaloid conhecido como "Junger März PROTOTYPE β".

Em 2012, Revo iniciou um novo projeto chamado Linked Horizon, começando com seu trabalho na partitura do jogo para Nintendo 3DS Bravely Default: Flying Fairy, uma série de EPs e álbum. Em 2013, Linked Horizon apresentou o primeiro, segundo, terceiro e quinto temas de abertura, bem como o quarto tema de encerramento, da adaptação para anime de Shingeki no Kyojin juntamente com uma série de EPs e álbuns.
Em junho de 2014, Revo também compôs o primeiro tema de abertura de Sailor Moon Crystal, "Moon Pride".

## Discografia

### Álbuns de Doujin
| Título                    | Detalhes do álbum                                                         |
| ------------------------- | ------------------------------------------------------------------------- |
| 1ª História Chronicle     | - Lançado: 30 de dezembro de 2001 - Gravadora: Auto-lançado - Formato: CD |
| 2ª História Thanatos      | - Lançado: 11 de agosto de 2002 - Gravadora: Auto-lançado - Formato: CD   |
| 3ª História Lost          | - Lançado: 30 de dezembro de 2002 - Gravadora: Auto-lançado - Formato: CD |
| Pico Magic                | - Lançado: 4 de maio de 2003 - Gravadora: Auto-lançado - Formato: CD      |
| Pico Magic Reloaded       | - Lançado: 17 de agosto de 2003 - Gravadora: Auto-lançado - Formato: CD   |
| 1ª História Chronicle 2nd | - Lançado: 19 de março de 2004 - Gravadora: Auto-lançado - Formato: CD    |

### Lançamentos principais do Sound Horizon

#### Álbuns
| Título | Detalhes do álbum                                                                                                  | Posição de pico | Vendas          | Certificações |
| Título | Detalhes do álbum                                                                                                  | JPN             | Vendas          | Certificações |
| --- | --- | --------------- | --------------- | ------------- |
| Elysion ~Rakuen e no Zensōkyoku~ Elísios ~Prelúdio para o Paraíso~ (Elysion ～楽園への前奏曲～)                                           | - Lançado: 27 de outubro de 2004 - Gravadora: Bellwood Records - Formatos: CD, download digital                    | -               | —               |               |
| 4ª História Elysion ~Rakuen Gensō Monogatari Kumikyoku~ Elísios ~Suíte de História de Fantasia do Paraíso~ (Elysion ～楽園幻想物語組曲～) | - Lançado: 13 de abril de 2005 - Gravadora: Bellwood Records - Formatos: CD, download digital                      | 29              | —               |               |
| 5ª História Roman | - Lançado: 22 de novembro de 2006 - Gravadora: King Records - Formatos: CD, download digital                       | 19              | —               |               |
| 6ª História Moira | - Lançado: 3 de setembro de 2008 - Gravadora: King Records - Formatos: CD, download digital                        | 3               | - JPN: 45.000+  |               |
| 7ª História Märchen | - Lançado: 15 de dezembro de 2010 - Gravadora: King Records - Formatos: CD, download digital                       | 2               | - JPN: 100.000+ | - RIAJ: Ouro  |
| Chronology [2005-2010] | - Lançado: 13 de abril de 2012 - Gravadora: King Records - Formatos: CD, download digital                          | 4               | - JPN: 22.435+  |               |
| 9ª História Nein | - Lançado: 22 de abril de 2015 - Gravadora: Pony Canyon - Formatos: CD, download digital                           | 2               | - JPN: 59.669+  |               |
| 7,5ª ou 8,5ª História Ema ni Negai o! (Prologue Edition) Um Desejo em um Ema! (Edição Prólogo) (絵馬に願ひを! (Prologue Edition))         | - Lançado: 13 de janeiro de 2021 - Gravadora: Pony Canyon - Formatos: Blu-Ray, transferência digital, iOS, Android |                 |                 |               |
| 7,5ª ou 8,5ª História Ema ni Negai o! (Full Edition) Um Desejo em um Ema! (Edição Completa) (絵馬に願ひを! (Full Edition))                | - Lançado: 14 de junho de 2023 - Gravadora: Pony Canyon - Formatos: Blu-Ray                                        |                 |                 |               |

#### Singles
| Título                                                                                            | Ano  | Posição de pico | Vendas         | Álbum                  |
| Título                                                                                            | Ano  | JPN             | Vendas         | Álbum                  |
| ------------------------------------------------------------------------------------------------- | ---- | --------------- | -------------- | ---------------------- |
| Shōnen wa Tsurugi o... O Menino Vai à Espada e... (少年は剣を…)                                   | 2006 | 9               | —              | Single sem álbum       |
| Sēsen no Iberia Ibéria da Guerra Santa (聖戦のイベリア)                                           | 2007 | 8               | —              | Chronology [2005-2010] |
| Ido e Itaru Mori e Itaru Ido O Poço que Leva à Floresta que Leva ao Poço (イドへ至る森へ至るイド) | 2010 | 2               | - JPN: 64,308+ | Chronology [2005-2010] |
| Halloween to Yoru no Monogatari História do Halloween e da Noite (ハロウィンと夜の物語)           | 2013 | 3               | - JPN: 65,827+ | Single sem álbum       |
| Vanishing Starlight Luz Estelar a Sumir (ヴァニシング・スターライト)                              | 2014 | 3               | - JPN: 47,516+ | Single sem álbum       |

### Linked Horizon

#### Álbuns
| Título                                                         | Detalhes                                                                                    | Posição de pico | Vendas         |
| Título                                                         | Detalhes                                                                                    | JPN             | Vendas         |
| -------------------------------------------------------------- | ------------------------------------------------------------------------------------------- | --------------- | -------------- |
| Luxendarc Daikikō ルクセンダルク大紀行 (Rukusendaruku Daikikō) | - Lançado: 19 de setembro de 2012 - Gravadora: Pony Canyon - Formatos: CD, download digital | 15              | —              |
| Shingeki no Kiseki 進撃の軌跡 (Shingeki no Kiseki)             | - Lançado: 17 de maio de 2017 - Gravadora: Pony Canyon - Formatos: CD, download digital     | 2               | - JPN: 33.215+ |

#### Singles
| Título                                                                  | Detalhes                                                                                    | Posição de pico | Vendas          | Certificações   | Álbum              |
| Título                                                                  | Detalhes                                                                                    | JPN             | Vendas          | Certificações   | Álbum              |
| ----------------------------------------------------------------------- | ------------------------------------------------------------------------------------------- | --------------- | --------------- | --------------- | ------------------ |
| Luxendarc Shōkikō (ル ク セ ン ダ ル ク 小 紀行"Rukusendaruku Shōkikō") | - Lançado: 22 de agosto de 2012 - Gravadora: Pony Canyon - Formatos: CD, download digital   | 8               | - JPN: 20.454+  |                 | Luxendarc Daikikō  |
| Jiyū e no Shingeki (自由 へ の 進 撃"March to Freedom")                 | - Lançado: 10 de julho de 2013 - Gravadora: Pony Canyon - Formatos: CD, download digital    | 2               | - JPN: 250.000+ | - RIAJ: Platina | Shingeki no Kiseki |
| "Rakuen e no Shingeki" (楽 園 へ の 進 撃)                              | - Lançado: 19 de setembro de 2018 - Gravadora: Pony Canyon - Formatos: CD, download digital | 5               | - JPN: 14.414   |                 | ASA                |
| "Shinjitsu e no Shingeki" (真実への進撃)                                | - Lançado: 19 de junho de 2019 - Gravadora: Pony Canyon - Formatos: CD, download digital    | 8               | - JPN: 12.915   |                 | ASA                |
|                                                                         |                                                                                             |                 |                 |                 |                    |

#### Outros
| Título | Detalhes                                                                                   | Posição de pico |
| Título | Detalhes                                                                                   | JPN             |
| --- | ------------------------------------------------------------------------------------------ | --------------- |
| Bravely Default Original Soundtrack (ブレイブリーデフォルト フライングフェアリー オリジナル・サウンドトラック Bureiburī Deforuto Furaingu Fearī Orijinaru Saundotorakku) | - Lançado: 10 de outubro de 2012 - Gravadora: Square Enix - Formatos: CD, download digital | 21              |
| "Youth is Like Fireworks" (青春は花火のように "Seishun wa Hanabi no Yō ni")                                                                                              | - Lançado: 5 de outubro de 2015 - Gravadora: Pony Canyon - Formato: Download digital       | —               |

## Prêmios e indicações
| Ano  | Prêmio                       | Categoria                    | Obra/Indicação                                             | Resultado |
| ---- | ---------------------------- | ---------------------------- | ---------------------------------------------------------- | --------- |
| 2013 | Newtype Anime Awards         | Best Theme Song              | "Guren no Yumiya" (do anime Attack on Titan)               | Venceu    |
| 2013 | Animation Kobe Awards        | Theme Song Award             | "Guren no Yumiya" (do anime Attack on Titan)               | Venceu    |
| 2013 | Billboard Japan Music Awards | Animation Artist of the Year | Linked Horizon                                             | Venceu    |
| 2017 | Newtype Anime Awards         | Best Theme Song              | "Shinzou wo Sasageyo!" (do anime Attack on Titan Season 2) | 8º lugar  |
| 2017 | The Anime Awards             | Best Opening                 | "Shinzou wo Sasageyo!" (do anime Attack on Titan Season 2) | Indicado  |